# Jack Cunningham (Drehbuchautor)
Jack Cunningham (* 1. April 1882 in Ionia, Iowa, Vereinigte Staaten; † 4. Oktober 1941 in Santa Monica, Kalifornien) war ein US-amerikanischer Drehbuchautor.

## Leben und Wirken
Der Sohn eines Bauunternehmers, der später (1920er Jahre) mit seiner Firma auch mit dem Studio-Bau in Hollywood tätig war, begann seine berufliche Laufbahn als Journalist in Pittsburgh und New York City. An der amerikanischen Ostküste knüpfte Jack Cunningham zu Beginn der 1910er Jahre auch seine ersten Kontakte zur bis dahin noch kaum entwickelten Kinematographie. Seit 1912 ist er als Drehbuchautor nachzuweisen, anfänglich bei Kurzfilmen einer kleinen Produktionsfirma, für die der ältere Bruder John Fords, Francis Ford Western inszenierte. Viele Jahre lang musste sich Cunningham mit Manuskripten für (zumeist kurze) B- und C-Filme begnügen, mit seinem Wechsel zu Paramount Pictures, für die Cunningham viele Jahre tätig werden sollte, sollten sich Cunninghams Arbeitsbedingungen deutlich verbessern.
Seit Beginn der 1920er Jahre kamen bisweilen höherwertige Drehbuchaufträge hinzu, und man ließ ihn die Manuskripte zu Erfolgstreifen mit den Stummfilmlegenden Rudolph Valentino (Du sollst nicht begehren deines Nächsten Weib) und Douglas Fairbanks senior (Der Mann mit der Peitsche, Der Seeräuber und Die eiserne Maske) und im frühen Tonfilm auch für die Westernstars Tom Mix (Goldfieber, Tom Mix räumt auf und Terror Trail) und Randolph Scott (Flammenreiter, Todeslegion und Der brennende Strom) sowie für den Star-Komiker W. C. Fields (Das ist geschenkt und Mississippi) verfassen. Auch an zwei ambitionierten Großwestern war Jack Cunningham beteiligt: 1922 schrieb er das Drehbuch zu James Cruzes Die Karawane, 1938 zu Cecil B. DeMilles Eisenbahnpionier-Geschichte Union Pacific. Während der Arbeit am letztgenannten Film erlitt Cunningham einen Schlaganfall, von dem er sich nicht mehr erholen sollte.

## Filmografie
- 1912: In the Ranks
- 1913: Wynona’s Vengeance
- 1913: A Wartime Reformation
- 1914: The Raiders
- 1914: The Trap
- 1914: Be Neutral
- 1912: In the Ranks
- 1913: Wynona’s Vengeance
- 1913: A Wartime Reformation
- 1914: The Raiders
- 1914: The Trap
- 1914: Be Neutral
- 1917: Rosie’s Rancho
- 1917: Art Aches
- 1917: Some Specimens
- 1917: Uneasy Money
- 1917: Some Nurse
- 1917: A Dark Deed
- 1918: The Argument
- 1918: Real Folks
- 1918: The Hopper
- 1918: Hands Up
- 1918: The Bells
- 1919: The Silver Girl
- 1919: All Wrong
- 1919: The Master Man
- 1919: The False Code
- 1920: The Green Flame
- 1920: Number 99
- 1920: Big Happiness
- 1921: The Avengng Arrow
- 1921: The Call of the North
- 1922: Du sollst nicht begehren deines Nächsten Weib (Beyond the Rocks)
- 1922: Die Karawane (The Covered Wagon)
- 1923: The Heart Raider
- 1923: Homeward Bound
- 1923: The Light That Failed
- 1924: The Man Who Fights Alone
- 1924: Liebesgluten und Wasserfluten (Top of the World)
- 1925: Contraband
- 1925: Nur eine Frau (Just a Woman)
- 1925: Der Mann mit der Peitsche (Don Q Son of Zorro)*
- 1925: Rocking Moon
- 1926: Der Seeräuber (The Black Pirate)
- 1926: West of Broadway
- 1927: Das Schiff der Verdammten (Captain Salvation)
- 1928: The Adventurer
- 1928: Weiße Schatten (White Shadows in the South Seas)
- 1928: Die Teufel der Nordsee (The Viking)
- 1929: Die eiserne Maske (The Iron Mask)
- 1931: Shanghaied Love
- 1931: The Deceiver
- 1932: Goldrausch – Der Ritt ins Todestal (Rider of Death Valley)
- 1932: Tom Mix räumt auf (Texas Bad Man)
- 1933: Terror Trail
- 1933: Flammenreiter (Sunset Pass)
- 1933: Mädchenraub in Wildwest (Man of the Forest)
- 1933: Silent Men
- 1934: Dougle Door
- 1934: Todeslegion (The Last Round-Up)
- 1934: Der brennende Strom (Wagon Wheels)
- 1934: Das ist geschenkt (It’s a Gift)
- 1935: Mississippi
- 1938: Der gejagte Professor (Professor Beware)
- 1938: Union Pacific